# 前田善治

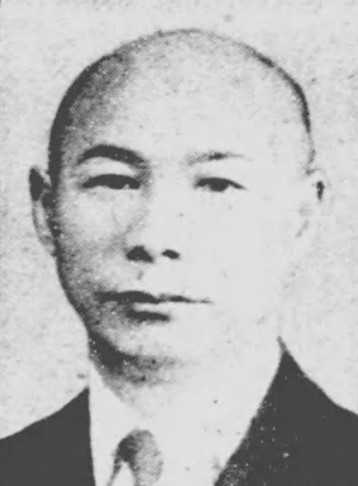
前田善治

前田 善治（まえだ ぜんじ、1893年（明治26年）5月31日 - 1970年（昭和45年）6月2日）は、日本の農業経営者、実業家、政治家。衆議院議員。

## 経歴
和歌山県名草郡安原村字吉原（現・和歌山市）で前田和一の長男として生まれ、1910年、前田勝之助の養子となる。北海道庁立上川中学校を経て、慶應義塾大学部理財科で学んだ。北海道に戻り農業を営む。
旭川信用組合監事、北日本無尽 (株) 監査役、下村育英財団理事、前田和一商店社長、旭川小型モータース社長、旭川信用金庫理事、旭川瓦斯 (株) 常任監査役、人事調停委員などを務めた。
政界では、旭川市会議員、同議長、北海道会議員、同参事会員を歴任。この間、旭川市長候補者に推薦されたが承諾しなかった。1942年4月の第21回衆議院議員総選挙で翼賛政治体制協議会の推薦を受け北海道第二区から出馬して当選し、大蔵省委員を務めた。終戦後は日本進歩党に所属し衆議院議員を一期務めた。その後、公職追放となる。
追放解除後の1963年の旭川市長選挙に自由民主党公認で立候補したが、日本社会党公認の五十嵐広三に敗れた。1970年死去。